# Запис храст код дома (Скорица)
Запис храст код дома (Скорица) се налази на парцели чији је власник Основна школа "Вук Караџић".

## Локација
| Општина             | Ражањ                                                 |
| Катастарска општина | Скорица                                               |
| Потес               | Село                                                  |
| Координате          | 43° 47′ 17″ С; 21° 33′ 50″ И / 43.7881° С; 21.5639° И |
| Надморска висина    | 264m                                                  |

## Карактеристике
Дендрометријске вредности утврђене на терену и сателитским снимцима:
| Стабло                     | Храст |
| Висина стабла              | m     |
| Обим дебла                 | m     |
| Пречник крошње             | 1m    |
| Пречник дебла              | m     |
| Висина дебла до прве гране | m     |

## База записа
Запис је у оквиру Викимедија пројекта "Запис - Свето дрво" заведен под редним бројем 0669.